# Macrobrachium lorentzi
Macrobrachium lorentzi är en kräftdjursart som först beskrevs av J. Roux 1921.  Macrobrachium lorentzi ingår i släktet Macrobrachium och familjen Palaemonidae. Inga underarter finns listade i Catalogue of Life.